# 王佐 (天順進士)
王佐（1424年—？），字廷輔，直隸永平府盧龍縣人，明朝政治人物。進士出身。

## 生平
順天府鄉試第三十三名。天順元年（1457年）丁丑科會試第一百五十九名，殿試登進士第三甲第六十一名。

## 家族
曾祖王克善。祖父王希仁。父亲王敬，曾任知事。